# 小隱孢子蟲
小隱胞子蟲（学名：Cryptosporidium parvum）是引起隱胞子蟲病的其中一種病原寄生蟲，主要寄生在哺乳動物的腸道。
感染的主要途徑是飲用了含小隱胞子蟲卵囊(Oocysts)的水所引起。在健康的人类宿主體中，132個卵囊就可引起感染症狀，小隱胞子蟲的生活史和其他隱胞子蟲屬的種相似，在受感染的腸道細胞中，可以發現胞子體(sporozoites)和裂殖子(merozoites)。
在患有愛滋病或正在接受免疫抑制療程的免疫功能不全的病患，也有感染小隱胞子蟲的風險，嚴重可能會致死。
診斷是否被小隱胞子蟲感染，可用血清測試，或使用acid-fas染色法配合顯微鏡觀察。
小隱胞子蟲是經水傳染的重要寄生蟲，對氯化有耐受性，在含氯濃度1000mg/L的水中，可存活24小時。

## 基因體
小隱胞子蟲的基因體(2004年定序結果)約有10.4Mb，共8條染色體，每條染色體約為1.04-1.5Mb大小，染色體上不具有轉座子。它和其他頂端複合生物亞門的生物不同，小隱胞子蟲的質體或粒線體上不具有基因。

## 生活史

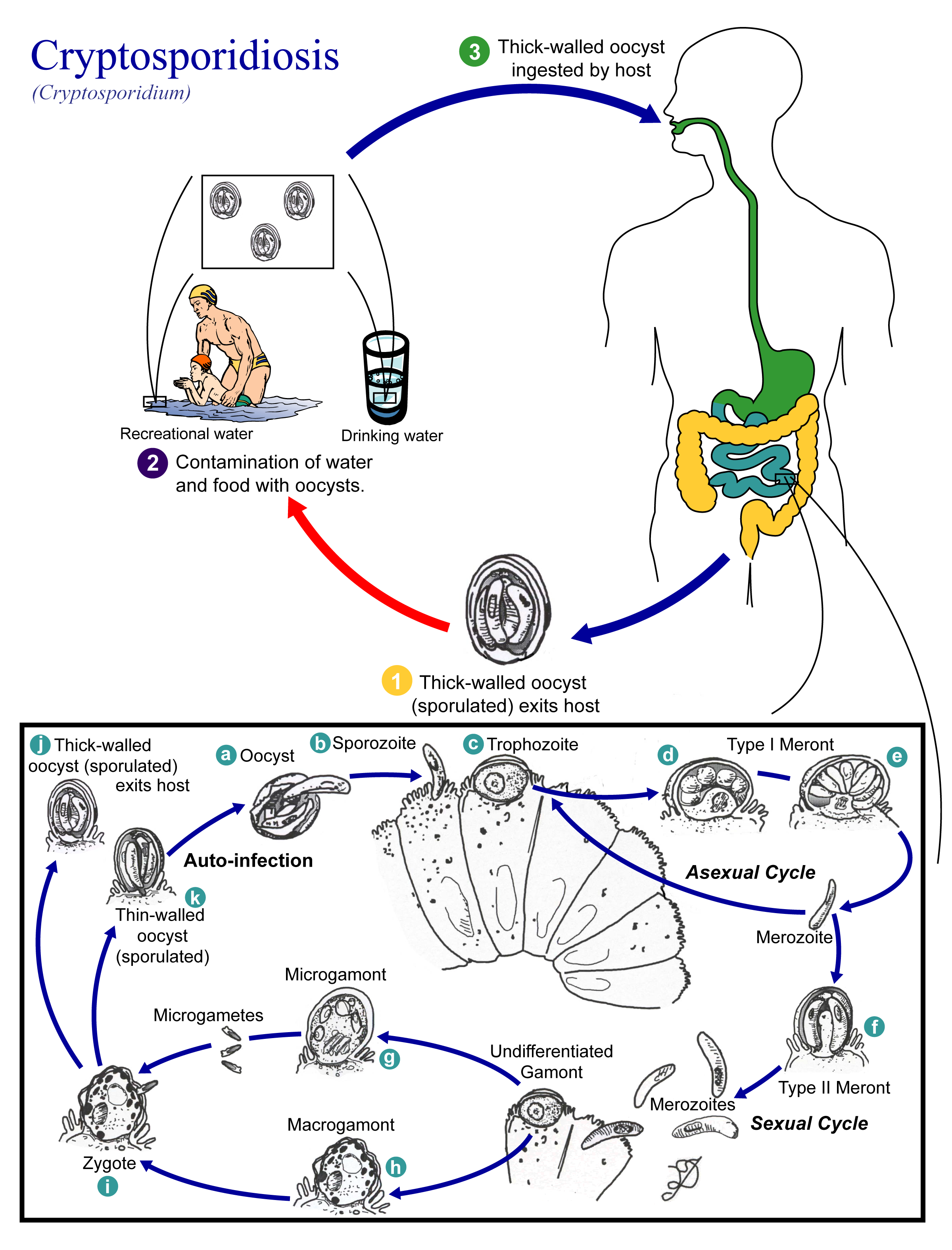
隱孢子蟲(Cryptosporidium spp.生活史

小隱胞子蟲的胞子期(卵囊期)可以在宿主以外的環境中長時間生存，甚至可以耐受一些常見的消毒手續，例如氯消毒。
小隱胞子蟲的生活史包括了無性時期和有性時期。當小隱胞子蟲的卵囊被宿主攝入體內後，會在小腸的部位破囊，釋出胞子體(sporozoites)，胞子體附著並侵入小腸絨毛的上皮細胞，接著胞子體發育成為營養體(trophozoites)，營養體發育進入第一型裂殖體(Type 1 meronts)，第一型裂殖體具有8個第一型裂殖子(Type 1 merozoites)。有些第一型裂殖子可再繼續感染宿主。此為無性生殖時期。
第一型裂殖子若發育為第二型裂殖體(Type II meronts) ，則開始進入有性生殖時期。第二型裂殖體具有4個第二型裂殖子(Type II merozoites)，這些裂殖子被釋出後，可附著於小腸的上皮細胞，有些裂殖子會發育成為大配子體(雌)(macrogametocyte)，有些會發育成為小配子體(雄)(microgametocyte)，大配子體會形成單一個大配子(macrogamete)，而小配子體會形成16個小配子（microgamete），若小配子與大配子結合成為合子(zygotes)，則會繼續發育成薄壁卵囊或厚壁卵囊，20%的卵囊會形成薄壁卵囊，具有感染宿主的能力和進行有性和無性時期的循環。厚壁卵囊則可以存活於一般環境中。